# Луцький автобус
Луцький автобус — система автобусного громадського транспорту Луцька, що складається з міських та приміських маршрутів. Більшість приміських рейсів також здійснюють перевезення по місту. Основним перевізником є АТП-10701, а також приватні перевізники. У поминальні дні (православні, в першу неділю після православного Великодня — маршрути до Гаразджі, кладовища).

## Історія
З 2016 року у місті діє система диспетчеризації руху пасажирського транспорту [Архівовано 26 лютого 2016 у Wayback Machine.] із використанням системи GPS-навігації, що дає змогу стежити за рухом маршруток в режимі реального часу. З 19 грудня 2019 року проїзд у громадському транспорті Луцька оплачується спеціальними електронними квитками або зі смартфона.
З 2020 року почали курсувати великі автобуси MAN. У 2021 році парк великих автобусів продовжили поповнювати в рамках реалізації програми реформування системи перевезення населення громадським транспортом.
20 грудня 2022 року було запущено нові автобуси Ataman А092H6 на маршрут №1. Обслуговує компанія Транссіті, яка працює в містах Київ, Чернігів та Біла Церква.

## Маршрути
| Перелік автобусних маршрутів м. Луцька | Перелік автобусних маршрутів м. Луцька | Перелік автобусних маршрутів м. Луцька               | Перелік автобусних маршрутів м. Луцька | Перелік автобусних маршрутів м. Луцька         | Перелік автобусних маршрутів м. Луцька                            | Перелік автобусних маршрутів м. Луцька                |
| №                                      | Початковий пункт                       | Маршрут руху                                         | Кінцевий пункт                         | Перевізник                                     | Примітка                                                          | Рухомий склад                                         |
| -------------------------------------- | -------------------------------------- | ---------------------------------------------------- | -------------------------------------- | ---------------------------------------------- | ----------------------------------------------------------------- | ----------------------------------------------------- |
| 1                                      | Завод «Мотор»                          |                                                      | вул. Надрічна                          | Транссіті                                      |                                                                   | Ataman А092H6                                         |
| 2                                      | Залізничний вокзал                     |                                                      | вул. Конякіна                          | Санрайз                                        |                                                                   | VDL Berkhof Ambassador                                |
| 2А                                     | Залізничний вокзал                     |                                                      | 40-й квартал                           |                                                | Закритий з 2004 року                                              |                                                       |
| 3                                      | с. Гаразджа (кладовище)                |                                                      | Госпіталь                              | Бест Ленад Груп                                |                                                                   | VDL Berkhof Ambassador, VDL Citea                     |
| 3А                                     | с. Гаразджа (кладовище)                |                                                      | Госпіталь                              | АТП-10701                                      | Працює на Провідну неділю                                         | Богдан А092                                           |
| 4                                      | РЦ «Адреналін Сіті»                    |                                                      | Дачний масив «Промінь»                 | АТП-10701                                      | Закритий з 2019 року                                              | Богдан А092                                           |
| 5                                      | селище Вересневе                       |                                                      | ТЦ «Епіцентр»                          | Михалюк Ю.П.                                   |                                                                   | Богдан А092                                           |
| 5А                                     | Ківерцівська АЗС                       |                                                      | вул. Львівська                         |                                                | Закритий з 2007 року                                              |                                                       |
| 6                                      | Залізничний вокзал                     |                                                      | с. Брище                               | Коровіцький А.Л.                               | Закритий в квітні 2022 року. Згодом відновив курсування під № 50. | Богдан А092                                           |
| 7                                      | Вул. Дубнівська                        |                                                      | Завокзальний ринок                     | Гонтар С.С.                                    |                                                                   | Богдан А092                                           |
| 7А                                     | Міжрайбаза                             |                                                      | КХП-2                                  |                                                | Закритий з 2007 року                                              |                                                       |
| 8                                      | РЦ «Адреналін Сіті»                    |                                                      | Центральний ринок                      | Санрайз                                        | Закритий в листопаді 2021 року                                    | БАЗ-А079, Богдан А092, I-VAN А07А                     |
| 9                                      | Теремнівська                           |                                                      | Межова                                 | Бест Ленад Груп                                |                                                                   | VDL Berkhof Ambassador, VDL Citea                     |
| 9А                                     | вул. Полонківська                      |                                                      | с. Липини                              |                                                | Закритий 2019 року                                                | БАЗ-А079, Богдан А092                                 |
| 10                                     | с. Рованці                             |                                                      | вул. Конякіна                          | Санрайз                                        |                                                                   | VDL Berkhof Ambassador                                |
| 11                                     | бульвар Дружби Народів                 |                                                      | вул. Конякіна                          | Бест Ленад Груп                                |                                                                   | MAN, VDL Berkhof Ambassador                           |
| 12                                     | вул. Єршова                            |                                                      | вул. Окружна                           | Бест Ленад Груп                                |                                                                   | VDL Berkhof Ambassador, VDL Citea                     |
| 13                                     | вул. Львівська                         | Внутрішнє кільце кільцевої дороги                    | вул. Відродження                       |                                                | Закритий 2005 року                                                |                                                       |
| 14                                     | Госпіталь                              |                                                      | вул. Окружна                           |                                                | Закритий                                                          | Богдан А092                                           |
| 15                                     | ЦУМ                                    | Внутрішнє кільце кільцевої дороги                    | Кінотеатр «Луцьк»                      | Луцьке Підприємство Електротранспорту          | З липня 2014 року маршрут обслуговують тролейбуси                 | Богдан А069                                           |
| 15А                                    | ЦУМ                                    | Зовнішнє кільце кільцевої дороги                     | Кінотеатр «Луцьк»                      | Луцьке Підприємство Електротранспорту          | З липня 2014 року маршрут обслуговують тролейбуси                 | Богдан А069                                           |
| 16                                     | ТЦ «Слон»                              |                                                      | Центральний ринок                      | Санрайз                                        | Закритий з 2019 року                                              | Богдан А092, I-VAN А07А                               |
| 17                                     | Центральний ринок                      | Внутрішнє кільце кільцевої дороги                    | Завокзальний ринок                     |                                                | Закритий 2019 року                                                | Богдан А092                                           |
| 17А                                    | Центральний ринок                      | Зовнішнє кільце кільцевої дороги                     | Завокзальний ринок                     |                                                | Закритий 2019 року                                                | Богдан А092                                           |
| 18                                     | вул. Дубнівська                        | вул. Львівська                                       | Центральний ринок                      |                                                | Закритий 2018 року                                                | Богдан А092                                           |
| 19                                     | с. Сапогове                            |                                                      | вул. Окружна                           | Федік Б.В.                                     |                                                                   | Богдан А092                                           |
| 20                                     | ЛПЗ                                    |                                                      | с. Гаразджа                            |                                                | Закритий з 2010 року                                              |                                                       |
| 21                                     | вул. Об'їздна                          |                                                      | Центральний ринок                      |                                                | Закритий 2016 року                                                | Богдан А201                                           |
| 22                                     | вул. Карбишева                         |                                                      | с. Княгининок                          | Санрайз                                        |                                                                   | Богдан А092, VDL Berkhof Ambassador                   |
| 22А                                    | вул. Карбишева                         |                                                      | с. Княгининок                          | Санрайз                                        | Працює у будні, в години пік                                      | Богдан А092, VDL Berkhof Ambassador                   |
| 23                                     | вул. Шота Руставелі                    | вул. Задворецька                                     | РЦ «Адреналін Сіті»                    |                                                | З 10 липня 2021 року тимчасово скасований                         | БАЗ-А079, Богдан А092, I-VAN А07А                     |
| 23А                                    | с. Рованці                             |                                                      | РЦ «Адреналін Сіті»                    | Бест Ленад Груп                                | З 14 червня 2021 року тимчасово скасований                        | MAN A21 Lion's City                                   |
| 24                                     | Вересневе                              |                                                      | вул. Єршова                            | Федік Л.Г.                                     |                                                                   | VDL Berkhof Ambassador                                |
| 25                                     | вул. Карбишева                         |                                                      | с. Великий Омеляник                    | Транссіті                                      |                                                                   | Ataman А092H6                                         |
| 26                                     | ТЦ «Епіцентр»                          |                                                      | Вишків                                 | Транссіті                                      |                                                                   | Ataman А092H6                                         |
| 26А                                    | ТЦ «Епіцентр»                          |                                                      | Міжрайбаза                             | Транссіті                                      |                                                                   | Ataman А092H6                                         |
| 27А                                    | Окружна                                |                                                      | вул. Домни Гордіюк                     | Ореховська В.І.                                |                                                                   | Богдан А092                                           |
| 28                                     | вул. Карбишева                         |                                                      | бульвар Дружби Народів                 | Федік Л.Г.                                     |                                                                   | VDL Berkhof Ambassador, Богдан А092, Solaris Urbino 8 |
| 29                                     | вул. Карбишева                         |                                                      | вул. Володимирська                     | Луцьке Підприємство Електротранспорту (Оренда) | Закритий 2022 року                                                | БАЗ-А079                                              |
| 30                                     | с. Богушівка                           |                                                      | вул. Карбишева                         | Транссіті                                      |                                                                   | Ataman А092H6                                         |
| 31                                     | ТЦ «Слон»                              |                                                      | с. Боголюби                            | Транссіті                                      |                                                                   | Ataman А092H6                                         |
| 32                                     | Вересневе                              |                                                      | с. Липини                              | Бест Ленад Груп                                |                                                                   | VDL Berkhof Ambassador, VDL Citea                     |
| 33                                     | Центральний ринок                      |                                                      | 55-й мікрорайон                        |                                                | Закритий 2017 року                                                | БАЗ-А079                                              |
| 40                                     | Гаразджа (кладовище)                   |                                                      | вул. Конякіна                          |                                                | Працює у Провідну неділю                                          | БАЗ-А079                                              |
| 47                                     | вул. Карбишева                         |                                                      | с. Боголюби                            | АТП-10701                                      | Закритий 15 лютого 2019 року. Курсує під № 57.                    | Богдан А092                                           |
| 48                                     | вул. Карбишева                         | вул. Чернишевського                                  | Лісництво                              |                                                |                                                                   |                                                       |
| 49                                     | Центральний ринок                      | Зовнішнє кільце кільцевої дороги, вул. Ківерцівська  | проспект Соборності                    |                                                | Закритий з 2005 року                                              |                                                       |
| 49А                                    | Центральний ринок                      | Внутрішнє кільце кільцевої дороги, вул. Ківерцівська | проспект Соборності                    |                                                | Закритий з 2005 року                                              |                                                       |
| 50                                     | Залізничний вокзал                     |                                                      | с. Брище                               | Транссіті                                      |                                                                   | Богдан А092                                           |
| 51                                     | вул. Стрілецька                        |                                                      | с. Кульчин                             | Варшава В.М.                                   |                                                                   | Богдан А092                                           |
| 52                                     | Автостанція № 1                        |                                                      | с. Заболотці                           | Варшава В.М.                                   |                                                                   | Богдан А092                                           |
| 53                                     | Залізничний вокзал                     |                                                      | с. Липляни                             | Гонтар С.С.                                    | Колишній маршрут № 294                                            | Богдан А092                                           |
| 54                                     | Залізничний вокзал                     |                                                      | с. Рокині                              | Санрайз                                        |                                                                   | Богдан А092                                           |
| 57                                     | с. Боголюби                            |                                                      | вул. Карбишева                         | Транссіті                                      |                                                                   | Ataman A09202                                         |
| 58                                     | Автостанція № 1                        |                                                      | с. Сьомаки                             | Федік Б.В.                                     |                                                                   | Богдан А092                                           |
| 59                                     | Новий Ринок                            |                                                      | с. Небіжка                             | Федік Б.В.                                     |                                                                   | Богдан А092                                           |
| 103                                    | Автостанція № 2                        |                                                      | м. Ківерці                             |                                                |                                                                   | БАЗ-А079.14 «Пролісок»                                |
| 117                                    | Автостанція № 1                        |                                                      | с. Клепачів                            | Варшава В.М.                                   |                                                                   | Богдан А092                                           |
| 127                                    | Залізничний вокзал                     |                                                      | с. Озденіж                             | Голубович І.А.                                 |                                                                   |                                                       |
| 149                                    | вул. Стрілецька                        |                                                      | с. Озерце                              | Варшава В.М.                                   |                                                                   | Богдан А093                                           |
| 224                                    | Залізничний вокзал                     |                                                      | с. Рокині                              |                                                |                                                                   | Mercedes-Benz T2 609D                                 |
| 251                                    | с. Забороль                            |                                                      | с. Підгайці                            | Санрайз                                        |                                                                   | Богдан А093                                           |